# Festa de Sant Antoni Abat (Vilafranca)
La festa de Sant Antoni Abat de Vilafranca del Penedès és una celebració tradicional en honor a Sant Antoni Abat, patró dels animals.
El primer cap de setmana de gener s'ix a la muntanya a pels troncs. Aquests troncs s'arrosseguen amb matxos i tractors.
El segon cap de setmana de gener s'elaboren els pastissos de confitura de carabassa,es fan al voltant de 15.000. L'endemà se celebra el Dia de les Barres. Els majorals tallen les barres, els pins que formaran la barraca, la foguera que es creme en la nit de Sant Antoni.
El tercer cap de setmana de gener és la festa. El dissabte al matí els majorals i voluntaris acompanyats dels cavalls ixen a la muntanya per tallar la malea per a omplir la foguera. Finalment com diu la tradició es descarrega la llenya a la plaça i es fa el muntatge de la foguera. A la nit ixen els dimonis i cremen la barraca.
Finalment el diumenge es fa la missa, la processó i benedicció dels animals. També la ronda on desfilen Sant Antoni, l'Angelet i el Dimoni. Per la vesprada es fa l'Almoneda, una subhasta on es posa preu a tot tipus d'animals de granja, coques i pastissos. Per a finançar la festa els majorals subhasten els tronc de pi i alzina.